# Autonomní univerzita v Madridu
Autonomní univerzita v Madridu (španělsky: Universidad Autónoma de Madrid) je veřejná univerzita se sídlem ve španělském hlavním městě Madridu. Byla založena v roce 1968 královským dekretem. Hlavní kampus, Cantoblanco, se nachází v blízkosti měst Alcobendas, San Sebastián de los Reyes a Tres Cantos. V kampusu Cantoblanco se nachází většina univerzitních zařízení. Leží 15 kilometrů severně od Madridu a má rozlohu přes 2 200 000 metrů čtverečních, z čehož téměř 770 000 metrů čtverečních je zastavěných; asi třetina jsou zahrady. Podle QS World University Rankings 2025 jde o 72. nejkvalitnější univerzitu v Evropě a čtvrtou ve Španělsku. Počet studentů je okolo 21 000.